# Gottfried Rieger
Gottfried Rieger (Opavice, República Txeca, 1 de maig de 1764 - Brno, Moràvia, 13 d'octubre de 1855) fou un compositor txec.
Dotat d'excepcionals virtuts per la música, en poc temps va aprendre a tocar nombrosos instruments, i després d'haver estat organista del comte Sedlenski, s'establí a Brünn, on fou nomenat director del teatre, i on tingué entre altres alumnes a Anton E Titl.
Va compondre les òperes Das wuthende Heer, Die Todttenglocke, Schuster Flink, així com 17 misses, nombrosos himnes, ofertoris, motets, oratoris, etc. i un nombre considerable de concerts per a piano i orquestra, quartets, trios, sonates per a piano i per a piano i altres instruments i variacions.